# North Chicago
North Chicago est une ville de la banlieue nord de Chicago, dans le comté de Lake (Illinois, États-Unis). D'après le bureau du recensement des États-Unis, la municipalité avait une population de 32 574 habitants en 2010. La Naval Station Great Lakes se situe sur son territoire.

## Personnalités célèbres liées à la ville
- Chaka Khan, chanteuse
- Billy Branch, harmoniciste